# Luis Nonfon
Luis Nonfon (* 12. März 2004) ist ein deutscher Basketballspieler.

## Werdegang
Nonfon war Jugendspieler beim SV Empor Berlin, anschließend bei Alba Berlin, ehe er 2018 nach Ludwigsburg wechselte. Er setzte seine Basketballausbildung im Nachwuchs des Bundesligisten MHP Riesen Ludwigsburg fort. Im Spieljahr 2021/22 wurde er bei der BSG Basket Ludwigsburg in der 1. Regionalliga eingesetzt, ab 2022 dann in der 2. Bundesliga ProB, die Mannschaft wurde mittlerweile BBA Ludwigsburg genannt. An seinem 18. Geburtstag bestritt Nonfon sein erstes Spiel in der Basketball-Bundesliga.